# TRS-3D
TRS-3D는 군함용으로 설계된 3차원 대공 레이다로 원거리에 떨어진 공중 목표물과 해상 목표물, 그리고 낮은 해표면을 저공비행하는 시스키밍 미사일에도 대응할 수 있고, 멀티 모드 개념에는 로밍 검색, 자동 타겟 인식, 항공 및 해상 목표의 초기화 및 추적 기능, 타겟의 데이터를 무기 시스템에 전달하는 기능을 갖추고 있다. 탐지거리는 최대 200km며, 400개 목표물을 동시추적할 수 있다. 레이다는 TRML-3D의 레이다 모듈을 기반으로 제작됐으며, EADS 그룹 과 합병한 DASA에서 개발했었다가, 2017년 2월 말, 전자 부문을 분사하여 회사는 Hensoldt 로 이관되었다.

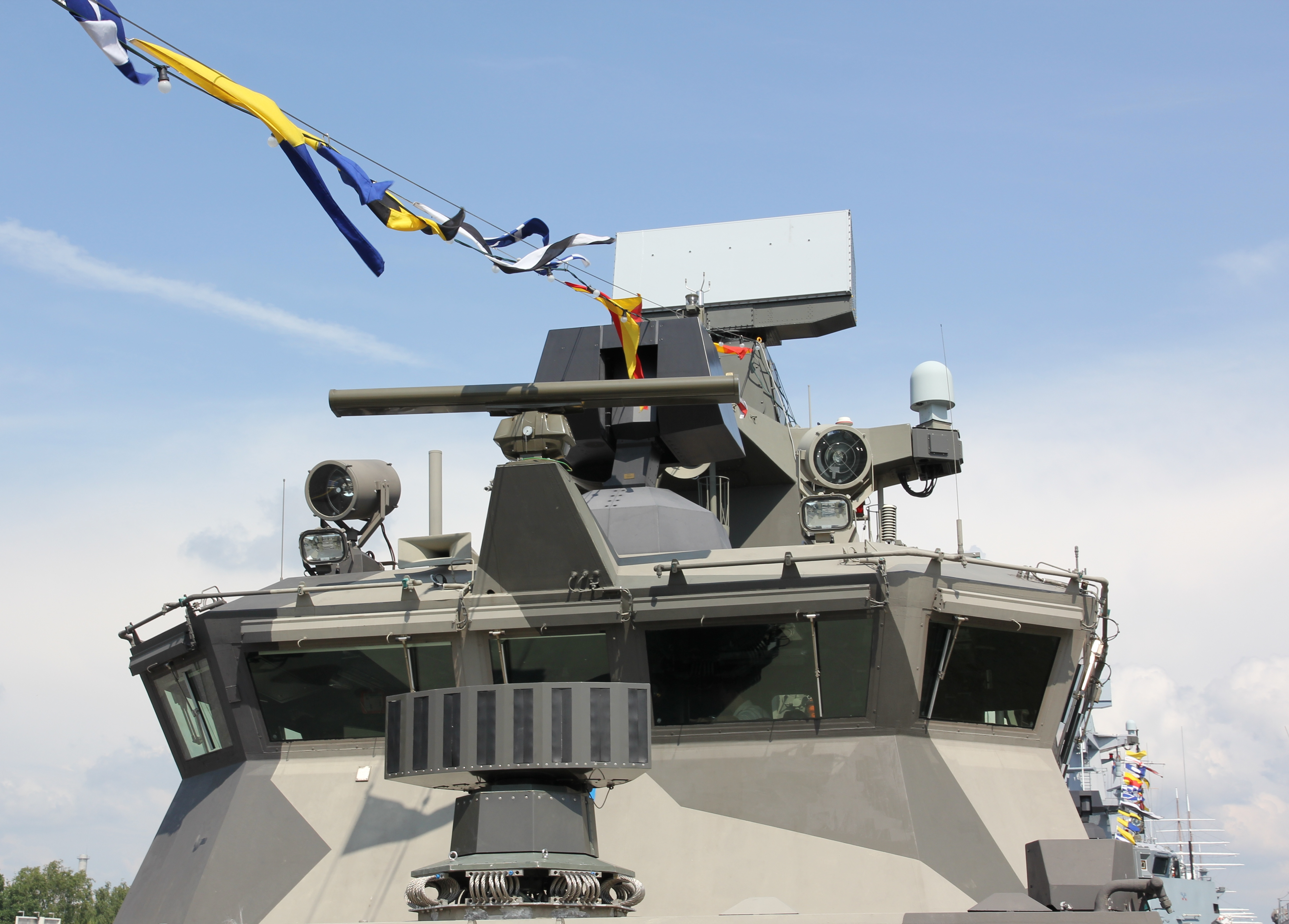
Hanko Turku 2011 bridge

## 제원
- 이름 : AN/SPS-75(TRS-3D/32)
- 탐지거리 : 200km
- 세대 : 1990년대

## 같이 보기
- 5P-27
- SMART-S
- 997식 아티산 레이다
- RAN-30X
- 대구급 호위함
- SPS-550K